# سد تشرین
سد تشرین، یک سد واقع‌شده روی فرات است که در ۹۰ کیلومتری (۵۶ مایل) شرق حلب در استان حلب، سوریه قرار دارد. ارتفاع این سد، ۴۰ متر (۱۳۰ پا) است و ۶ توربین آبی با قابلیت تولید ۶۳۰ مگاوات برق دارد. ساخت این سد از سال ۱۹۹۱ تا ۱۹۹۹ میلادی طول کشید. در حفاری‌های نجات در این منطقه، که ممکن است با پر شدن مخزن سد، زیر سیل بروند، اطلاعات مهمی دربارهٔ سکونت‌گاه‌های باستانی از دوره نوسنگی پیش از سفال آ جمع‌آوری شده‌است.